# Frano Zubić
Fra Frano Zubić (Travnik, 31. prosinca 1822. – Bučići, 1871.), hrvatski katolički svećenik, bosanski franjevac, narodni svetac. Potomak bosanske plemenitaške obitelji Zubića, koju su osmanska tlačenja "do torbe dotjerala". Obiteljski posjedi i grb (na žutom polju krilati lav sa zavinutim repom i orlovskom glavom te još jedan lav ljubičastobijel s orlovskom glavom) i prezime su nestali, pa se obitelj prozvala prema pretku koji bio mlinar, Mlinarević.
Rodio se u Travniku na Silvestrovo, u četvrti zvanoj Ciganska Mahala. Preci su mu u Travnik doselili iz Dobretića. Živio i djelovao u 19. stoljeću. Osnovno školovanje (pripravne nauke) završio u samostanu Fojnici, u novicijat stupio 4. studenog 1839., a prve zavjete položio 4. studenog 1840., te poslije pet godina studija filozofije i teologije postao kapelanom u župi Sokoline gdje je bio zatvoren u tamnicu, u kojoj je provodio vrlo težak život:
»Posli pokupljenog Oružja dva Misnika prava zdrava O. fra Anto Guttić i O. fra Frano Zubić dopadoše Tavnice. Guttić Župnik Jajački, a Frano Pomoćnik Kotorski (kotorvaroški) u Jajcu budu najpri poavšćeni Zatim u Travnik poslani. Kajmakan Travanjski Adži Ali Paša Osmanlija najveći izkopanik Kerstjanskih, ova dva Misnika Stavi u najtišnji Apst na ponase, gdi su veliku zimu, glad, i nečistoću podnili 3 miseca. Što bi jim se od Paroka Dolačkog, oli od Kerstjanih poslalo za jila to bi turci pojeli često put. Oni nikad nisu izvođeni na Sud, niti na kakav ispit, da jim je kazano: ovo je vaša krivica, nego ovo hoće Adži Ali Paša, to je sva njihova krivica. Ova su dva Misnika najboljeg vladanja bili, i dobro ime svugdi kod Naroda Imali, i rad oovog od svojih Starišinah ljubljeni bili. M. O. Ex Provincial fra Marian Šunjić dvakrat hišo molit Omer Pašu da jih pusti: moleći istog da se njihova krivica kaže. Omer Paša naredi da se puste, ali Adži Ali Paša opet nehtide, dok se je opet moralo hići Omer Paši. Da su ovi Misnici imali kakvu krivicu, nebi nam začudo bilo.«
Kapelanom je još bio u Ivanjskoj, u Bosanskoj Gradišci (Turske Gradiške) i Docu, te župnikom u Dobretićima gdje zajedno sa župljanima podiže crkvu u čast sv. Ante. Bio je veliki pokornik, pobožan i svet misnik te imao dar liječenja i sposobnost raspoznavanja lijekova. Takva su ga poznavali i prihvatili i muslimani i pravoslavni:
»Kod kuće je nosio prosto težačko odijelo. Pa i šal je oko glave zamotavao i šarvale nosio. Mesa gotovo nikad nije jeo, a u društvu bi oborio i koju čašicu rakije, ali ne bi prigonio. Bio je veseljak, pa bi često zvao nekog Mijana Pranjića-Duljića, da mu kucne uz šargiju. Prema sirotinji je bio tako darežljiv, da je uvijek bio sam siromašan. Propovijedao je s takim oduševljenjem, da bi redovito sam plakao i druge na plač probuđivao. U molitvi vanredno gorljiv, osobito za vrijeme egzorciziranja, klečao bi čitave sate na golim koljenima na kamenju. Za vrijeme njegova župnikovanja nijednom župe vrijeme ne obi.«
Kao župnik u Bučićima oduševio je župljane za gradnju crkve, položio kamen temeljac i umro 1871. u svojoj 49. godini života od upale mozga. Svakog mladog utorka slavi se misa na groblju na Komardi u Bučićima, gdje je fra Franjo sahranjen i gdje se i danas mnoštvo vjernika utječe njegovu zagovoru kod Boga. Njegovim svetačkim zagovorom mnogi su stekli ili potpuno zdravlje ili olakšanje svojih tegoba.
U Franjevačkom vjesniku 1929. Miroslav Džaja naveo je pet slučajeva kod ljudi koji su primili milosti na Komardi: izlječenja od bolesti želuca, pomoć pri teškom porodu, bolest očiju, reumatizam. U spomen na fra Franu 1928. godine župljani Bučića i katolici travničkog kraja postavili su mu bistu koju je izradio akademski slikar Ivan Ekert iz Travnika. Godine 1971. prigodom obilježavanja stote obljetnice smrti župljani Bučića izgradili su novu vjeronaučnu dvoranu i posvetili je fra Frani Zubiću.